# بانداي سوبر فيجن 8000
بانداي سوبر فيجن 8000 (بالإنجليزية: Bandai Super Vision 8000)‏ ، هي الجيل الثاني لألعاب الكمبيوتر، والتي أنتجها شركة بانداي اليابانية ، بدأ الإصدار عام 1979م ، وتوقفت اصدارها نهائياً عام 1982م.

## وصلات خارجية
- The Video Game Console Library. You can view some images of the console
- Box shot